# João Féder
João Féder (Campo Largo, 24 de junho de 1930 - Curitiba, 8 de outubro de 2013) foi um advogado, escritor e jornalista brasileiro. João foi o criador do jornal curitibano Tribuna do Paraná em 1956.

## Biografia
Formado em Direito pela Universidade Federal do Paraná, exerceu a função de conselheiro do Tribunal de Contas do seu estado natal por longos anos
.
Iniciou a carreira jornalística como repórter do jornal Paraná Esportivo e paralelamente, foi radialista na Rádio Guaricá. Quando exercia o cargo de diretor do jornal O Estado do Paraná, então pertencente aos sócios Afonso Alves de Camargo Neto e Aristides Merhy, recebeu a incumbência de criar um jornal popular e então formatou os parâmetros e características do periódico que mais tarde seria um dos empreendimento do Grupo Paulo Pimentel; o Jornal Tribuna do Paraná.

## Obras
Entre outras profissões que exerceu em sua vida, foi professor
 e escritor, publicando os seguintes livros:
- “Da Extinção da Pena de prisão nos Crimes de Imprensa” (1965);
- “A Universidade e a Comunicação” (1982);
- “Crimes da Comunicação Social” (1987);
- “O Controle do Dinheiro Público” (1988);
- “O Estado e a Sobrevida da Corrupção” (1994);
- “Erário, o dinheiro de ninguém” (1997);
- “Estado sem Poder” (1997);
- “Vertentes do Dinheiro Público” (1999);
- “Pa Bo Kai Tan Gan Kino” (2000);
- “Gutenberg & Eu” (2010).

## Prêmos e reconhecimentos
Comendas, medalha, diplomas e títulos, recebeu inúmeros em vida, como o Colar do Mérito Miguel Seabra Fagundes da Associação do Membros dos Tribunais de Contas do Brasil e a Medalha Comemorativa do Centenário de Nascimento de Rui Barbosa pelo Ministério da Cultura, entre outros.
Pertenceu a Academia Paranaense de Letras Jurídicas, ocupando a cadeira n° 04
.